# Ceralacca/Raghjayda
Ceralacca/Raghjayda è un singolo di Heather Parisi, pubblicato nel 1983.
Scritto da Alberto Testa, Tony De Vita, Silvio Testi e Franco Miseria, era la sigla del varietà televisivo di Rai 1 Fantastico 4 del 1983.. Il disco si posizionò all'ottavo posto dei singoli più venduti..
Il lato B del disco contiene Raghjayda, un brano scritto da Silvio Testi, Franco Miseria e Renato Serio, brano inserito nell'LP Ginnastica fantastica dello stesso anno..

## Tracce
Lato A
1. Ceralacca – 3:50 (Tony De Vita-Tony De Vita-Franco Miseria-Silvio Testi)

Durata totale: 3:50
Lato B
1. Raghjayda – 4:00 (Art De Rosa-Daniele Cestana-Franco Miseria-Silvio Testi)

Durata totale: 4:00